# Craig Blomberg
Craig Blomberg (3 agosto 1955) è un biblista statunitense.

## Biografia
Blomberg ha conseguito il bachelor of arts nel 1977 all’Augustana College, il master of arts nel 1979 alla Trinity Evangelical Divinity School e il Ph.D nel 1982 all'Università di Aberdeen. Dal 1982 al 1985 ha lavorato come assistente professore di religione al Palm Beach Atlantic College, poi è stato per un anno assegnista di ricerca alla Tyndale House a Cambridge. Dal 1986 insegna al Denver Seminary a Littleton. Blomberg è uno studioso del Gesù storico e del Nuovo Testamento, in particolare del Vangelo di Matteo, del Vangelo di Giovanni e degli Atti degli apostoli. Ha scritto diversi volumi e numerosi articoli. Spostato con Frances Fulling, ha due figli.

## Libri
- The Historical Reliability of the Gospels, Inter-Varsity Press, 1987
- Interpreting the Parables, Inter-Varsity Press, 1990
- Matthew, Broadman Press, 1992
- 1 Corinthians, Zondervan, 1994
- Jesus and the Gospels: An Introduction and Survey, Broadman Press, 1997
- Con Stephen E. Robinson (coautore), How Wide the Divide? A Mormon and an Evangelical in Conversation, Inter-Varsity Press, 1997
- Neither Poverty nor Riches: A Biblical Theology of Possessions, Eerdmans, 1999
- The Historical Reliability of John's Gospel, Inter-Varsity Press, 2002
- Preaching the Parables: from responsible interpretation to powerful proclamation, Baker Academic, 2004
- Making Sense of the New Testament: Three Crucial Questions, Baker Academic, 2004
- Contagious Holiness: Jesus' Meals with Sinners, Apollos & InterVarsity Press, 2005
- From Pentecost to Patmos: An Introduction to Acts through Revelation, B & H Academic, 2006
- Con Mariam J. Kamell (coautore), James, Eerdmans, 2008
- Con Jennifer Foutz Markley (coautore), A Handbook of New Testament Exegesis, Baker Academic, 2010
- Christians in an Age of Wealth: A Biblical Theology of Stewardship, Zondervan Academic, 2013
- Can We Still Believe the Bible? An Evangelical Engagement with Contemporary Questions, Brazos Press, 2014
- Con Elisabeth A. Nesbit Sbanotto (coautore), Effective Generational Ministry: Biblical and Practical Insights for Transforming Church Communities, Baker Academic, 2016
- The Historical Reliability of the New Testament: The Challenge to Evangelical Christian Beliefs, B&H Academic, 2016
- A New Testament Theology, Baylor University Press, 2018
- Con Carl Stecher (coautore), Resurrection: Faith or Fact?, Pitchstone, 2019